# Campylocentrum fasciola
Campylocentrum fasciola é uma espécie de orquídea, família Orchidaceae, que habita 21 países da América tropical. No Brasil existe no Mato Grosso, Pará e Amazonas.. É uma pequena planta epífita, monopodial, com caule e folhas rudimentares, e inflorescência racemosa com flores minúsculas, de cor branca, de sépalas e pétalas livres, e nectário na parte de trás do labelo. Pertence ao grupo de espécies que não tem folhas nem caules aparentes. Distingue-se pelo nectário de base estreita e ápice largo com três lamelas longitudinais.